# 池島政広
池島 政広（いけじま まさひろ、1948年〈昭和23年〉3月17日 - ）は、群馬県前橋市出身の日本の商学者。亜細亜大学名誉教授。

## 経歴

### 学歴
1966年4月：慶應義塾大学商学部入学。
1970年3月：慶應義塾大学 商学部卒業。
1970年4月：慶應義塾大学大学院商学研究科経営学専攻修士課程入学。
1972年3月：慶應義塾大学大学院商学研究科経営学専攻修士課程修了。
1972年4月：慶應義塾大学大学院商学研究科経営学専攻博士課程入学。
1975年3月 ：慶應義塾大学大学院商学研究科経営学専攻博士課程単位取得。
1998年11月：慶應義塾大学博士号（商学）取得。

### 職歴
1973年9月：亜細亜大学経営学部に助手として着任（1976年3月まで）。
1977年昭和51年4月：亜細亜大学経営学部専任講師（1980年3月まで）。
1980年4月：亜細亜大学経営学部助教授（1986年3月まで）。
1986年4月：亜細亜大学経営学部 教授（2009年3月まで）インディアナ大学経営大学院 客員研究員（1987年3月まで）
1989年5月 ：千葉大学法経学部 非常勤講師（1994年3月まで）
1998年12月：国際基督教大学教養学部 非常勤講師（2003年6月まで）
1999年
- 4月：亜細亜大学教務委員長（2000年9月まで）。
- 10月：亜細亜大学・亜細亜大学短期大学部副学長就任（2000年9月まで）。

2003年10月：亜細亜大学・亜細亜大学短期大学部第7代学長就任（2005年9月まで）。
2004年7月：亜細亜大学大学院アジア・国際経営戦略研究科委員長（2011年9月まで）。
2006年4月：国際基督教大学教養学部 非常勤講師（2007年6月まで）。
2008年4月：亜細亜大学経営学部経営学科 教授。
2011年10月：亜細亜大学・亜細亜大学短期大学部第9代学長就任（2014年9月まで）。
2015年4月：亜細亜大学大学院アジア・国際経営戦略研究科委員長就任。

## 学会及び社会での活動
- 亜細亜大学名誉教授[2]
- 独立行政法人石油天然ガス・金属鉱物資源機構業務評価委員会委員長[2]
- 三鷹市商工振興対策審議会会長[2]
- 経済産業省産業構造審議会経営・知的資産小委員会委員長[2]
- 公益財団法人大学基準協会 大学評価委員会グローバル・ビジネス学系専門評価分科会委員[2]
- 一般社団法人日本私立大学連盟理事[2]
- 一般財団法人日本立地センター 成長・戦略的産業の中小・中堅企業参入研究会委員長[2]
- 亜細亜大学大学院 アジア・国際経営戦略研究科委員長・教授[2]
- 亜細亜大学学長[2]